# Batalla de Gorjani
La batalla de Gorjani (en croata: Bitka kod Gorjana, en alemán: Schlacht bei Gorjani)  o batalla de Đakovo (en húngaro: Diakovári csata) fue una batalla que se libró el 9 de octubre de 1537 en Gorjani, un lugar de la actual Eslavonia (hoy en el este de Croacia), entre las ciudades de Đakovo y Valpovo. Fue parte de la Pequeña Guerra en Hungría y de la guerra otomano-croata de los cien años y se saldó con una derrota para los austriacos de magnitud similar a como había sido la batalla de Mohács para los húngaros en 1526, y fue por ella apodada como el «Mohacs austríaco». La noticia de la derrota fue un shock en Viena.

## Contexto
Después de siete años de guerra y el fallido asedio de Viena en 1529, se firmó el Tratado de Constantinopla (1533), en el que los austríacos reconocieron a Juan I de Zápolya como rey de Hungría como vasallo otomano, y los otomanos reconocieron el dominio de los Habsburgo sobre la Hungría Real.
Este tratado no satisfizo ni a Juan Zápolya ni al archiduque austriaco Fernando, cuyos ejércitos comenzaron a hacer escaramuzas a lo largo de la frontera. Fernando decidió asestar un golpe decisivo en 1537 a Juan, violando así el tratado.

## Batalla
Fernando envió un ejército de 24 000 hombres (de Austria, Hungría, Sacro Imperio Romano Germánico, Bohemia, Tirol y Croacia) bajo el mando del noble carniolano Johann Katzianer para tomar Osijek.
El asedio no llegó a nada y debido a la aparición de la caballería otomana enviada por el gobernador de Belgrado, el ejército austríaco tuvo que retirarse. El ejército otomano alcanzó a los austriacos cerca de los pantanos de Gorjani, cerca de Đakovo y Valpovo, en el río Drava. Katzianer notó que el ejército otomano era más pequeño de lo que esperaba y ordenó a sus unidades más rápidas que atacaran a la caballería otomana. La caballería otomana retrocedió, pero solo para atraer a la caballería austriaca a una trampa. La guarnición de Osijek, así como la caballería otomana atacaron rápidamente desde ambos lados y del frente, matando a gran parte de la caballería austriaca. Los otomanos luego lanzaron un contraataque contra la infantería ahora indefensa de Katzianer. Los austriacos fueron severamente derrotados y Katzianer huyó con la caballería restante y abandonó a su ejército. Toda la fuerza fue aniquilada.
Se informó que murieron 20 000 hombres,  incluidos los generales Ludwig Lodron y Pavle Bakić. La cabeza cortada de Bakić fue llevada a Constantinopla.

## Consecuencias
Esta campaña fue un desastre de magnitud similar al de batalla de Mohács y fue por ella apodada como el «Mohacs austríaco». La noticia de la derrota fue un shock en Viena y se firmó un nuevo Tratado de Nagyvárad en 1538.
Katzianer fue arrestado y Nikola Jurišić ocupó su lugar como comandante de la defensa croata. Algún tiempo después, Katzianer escapó de la prisión de Viena y se escondió en las propiedades de los Zrinski , hasta que perdió su favor y fue ejecutado.